# 紀元前417年
紀元前417年（きげんぜん417ねん）は、ローマ暦の年である。
当時は、「トリキピティヌス、ラナトゥス、クラッスス（あるいは、キルリヌス）、アクシラが護民官に就任した年」として知られていた（もしくは、それほど使われてはいないが、ローマ建国紀元337年）。紀年法として西暦（キリスト紀元）がヨーロッパで広く普及した中世時代初期以降、この年は紀元前417年と表記されるのが一般的となった。

## 他の紀年法
- 干支 : 甲子
- 日本
  - 皇紀244年
  - 孝昭天皇59年
- 中国
  - 周 - 威烈王9年
  - 秦 - 霊公8年
  - 晋 - 幽公17年
  - 楚 - 簡王15年
  - 斉 - 宣公39年
  - 燕 - 閔公22年
  - 趙 - 献侯7年
  - 魏 - 文侯29年
  - 韓 - 武子8年
- 朝鮮
  - 檀紀1917年
- ベトナム :
- 仏滅紀元 : 128年
- ユダヤ暦 : 3344年 - 3345年

## できごと

### ギリシア
- 前年のマンティネイアの戦い (紀元前418年)におけるアテナイとその同盟者たちの敗北の後、アテナイでは政治的な綱引きが行なわれていた。アルキビアデスは、平民の代表者として政治家クレオンの後を継いだデマゴーグ（煽動的民衆指導者）ヒュペルボロス (Hyperbolus) に反対する立場から、ニキアス (Nicias) に加勢した。ヒュペルボロスは、ニキアスかアルキビアデスのいずれかを陶片追放しようと試みたが、ニキアスとアルキビアデスは協力して影響力を行使し、アテナイ市民たちは結局ヒュペルボロスの方を陶片追放にした。